# ناوچه الریاض
| ناوچه الریاض ·              | ناوچه الریاض ·                                            |
| --------------------------- | --------------------------------------------------------- |
| الریاض در تولون در سال 2005 |                                                           |
| اطلاعات کلی                 |                                                           |
| نوع کشتی                    | ناوچه                                                     |
| کلاس                        | ناوچه کلاس لافیت                                          |
| کشور سازنده                 | عربستان سعودی                                             |
| ساخت کارخانه                | گروه نیوال                                                |
| تاریخ سفارش                 | 28 می 1999                                                |
| ورود به ناوگان              | 26 جولای 2002                                             |
| مشخصات                      |                                                           |
| طول کشتی                    | 133 متر                                                   |
| پهنای بدنه                  | 15/4 متر                                                  |
| ارتفاع ستون                 | 4/1 متر آبخور                                             |
| بارگیری استاندارد           | 4700 تن                                                   |
| حداکثر ظرفیت بارگیری        | 5/181 تن                                                  |
| نوع موتور                   | 4 موتور دیزل 12 سیلندر PA6 V280 STC                       |
| تعداد خدمه                  | 12 افسر ۶۸ مهناوی ۶۱ سرباز                                |
| سرعت                        | ۲۴/۵ گره (۴۶ کیلومتر بر ساعت)                             |
| برد عملیاتی                 | ۷۰۰۰ ناتیکال مایل (۱۳۰۰۰ کیلومتر                          |
| جنگ‌افزارها                  |                                                           |
| سیستم موشکی                 | ۸ موشک ضد کشتی اگزوسه                                     |
| رادار                       | رادار DRBV 15C-رادار ARBR21                               |
| موشک دفاع هوایی             | ۲ لانچر موشک کورتال                                       |
| هواگردهای قابل حمل          | ۱ بالگرد(یوروکوپتر ای‌اس۵۶۵ پنثر یا ان‌اچ‌اینداستریز ان‌اچ۹۰) |
| سرنوشت                      |                                                           |

ناوچه الریاض با کد شناسایی ۸۱۲ یک ناوچه کلاس لافیت از نیروی دریایی سعودی است.

## طراحی و توسعه
ناوچه الریاض یک ناوچه از ناوچه‌های کلاس لافیت است که مخصوصاً برای عملیات ضدهوایی توسعه یافته‌است. وزن این ناوچه در حالت بارگیری به ۴۷۰۰ تن می‌رسد. طول ناوچه ۱۳۳ متر و عرض آن ۱۵ متر است.
سیستم‌های رزمی کشتی توسط دو گروه نیوال و گروه تالس ساخته شده‌اند. این ناوچه مجهز به موشک‌های سطح به هوای آستر ۱۵ می‌باشد که از سیلوهای عمودی کشتی شلیک می‌شوند.
موشک اصلی ضد کشتی همانند کلاس لافیت همان موشک اگزوسه است. همچنین این ناوچه بر روی سینه خود توپ ضدهوایی اوتو ملارا ۷۶م‌م حمل می‌کند.
در عقب و روی پاشنه کشتی چهار محفظه پرتاب اژدر ۵۳۳ میلی‌متری وجود دارد که اژدرهای سنگین تورپدو از آن قابل شلیک هستند. حداکثر سرعت این ناوچه به ۴۶ کیلومتر بر ساعت می‌رسد و توانایی ۱۳۰۰۰ کیلومتر دریانوردی دارد. میزان آب و غذای مخصوص خدمه به اندازه ۵۰ روز در داخل کشتی ذخیره می‌شود.
این کشتی در عقب خود دارای آشیانه برای پذیرایی از بالگرد است.

## ساخت و تحویل
ناوچه الریاض در تاریخ ۱ اوت ۲۰۰۰ در اسکله DCNS در لوریان آب اندازی شد و در ۲۶ ژوئیه ۲۰۰۲ به صورت رسمی وارد خدمت شد.

## ناوچه‌های کلاس الریاض
سه ناوچه از این کلاس تاکنون برای نیرویی دریایی سعودی ساخته شده‌است که عبارتند از:
الریاض (۸۱۲)
در سال ۲۰۰۲ راه اندازی شد.
مکه
در سال ۲۰۰۴ راه اندازی شد.
الدمام (۸۱۶)
در سال ۲۰۰۴ راه اندازی شد.